# Com complaure a una dona
Com complaure a una dona (títol original en anglès, How to Please a Woman) és una pel·lícula de comèdia dramàtica australiana del 2022 dirigida per Renée Webster, protagonitzada per Sally Phillips, Caroline Brazier, Erik Thomson, Tasma Walton i Alexander England. S'ha doblat i subtitulat al català.

## Repartiment
- Sally Phillips com a Gina Henderson
- Erik Thomson com a Steve
- Hayley McElhinney com a Hayley
- Caroline Brazier com a Sandra
- Tasma Walton com a Monique
- Cameron Daddo com a Adrian
- Alexander England com a Tom
- Josh Thomson com a Ben
- Ryan Johnson com Anthony